# Mihaela Peneș
Mihaela Peneș (n. 22 iulie 1947, București, România – d. 29 august 2024) a fost o atletă română, laureată cu aur la Tokio 1964 și cu argint la Ciudad de México 1968 la disciplina aruncarea suliței. S-a născut într-o familie de sportivi cu palmares, mama, Ștefania, fiind campioană de gimnastică a României.

## Carieră
Mihaela Peneș a participat la vârsta de 17 ani la Jocurile Olimpice de vară din 1964. Elena Gorceakova din Uniunea Sovietică a fost mare favorită la Tokio și a stabilit un nou record mondial în calificări, dar în finală românca a aruncat sulița la 60,54 m din prima încercare și a câștigăt aurul, devenind cea mai tânără campioană olimpică a atletismului românesc.
Apoi ea a devenit de patru ori campioană națională și a câștigat de patru ori consecutiv medalia de aur la Jocurile Balcanice (1965-1968). La Universiada din 1965 a cucerit titlul și la Campionatul European din 1966 a obținut medalia de argint. La Jocurile Olimpice de vară din 1968 a cucerit medalia de argint în urma maghiarei Angéla Németh. A fost componentă a clubului sportiv Dinamo București al Ministerului Afacerilor Interne și a deținut gradul de sergent major.
Dupa retragerea din activitatea competițională ea a devenit antrenor și a activat în cadrul Comitetului Olimpic Român.
Mihaela Peneș a încetat din viață în 2024 și a fost înmormântată la Cimitirul Bellu din București.

## Palmares
| An   | Competiție                   | Locație                 | Loc | Note  |
| ---- | ---------------------------- | ----------------------- | --- | ----- |
| 1964 | Jocurile Europene de Juniori | Varșovia, Polonia       | 1   | 54,54 |
| 1964 | Jocurile Olimpice            | Tokio, Japonia          | 1   | 60,54 |
| 1965 | Universiada                  | Budapesta, Ungaria      | 1   | 59,22 |
| 1966 | Campionatul European         | Budapesta, Ungaria      | 2   | 56,94 |
| 1968 | Jocurile Olimpice            | Ciudad de México, Mexic | 2   | 59,92 |

## Recorduri personale
| Probă             | Performanță | Dată | Locație |
| ----------------- | ----------- | ---- | ------- |
| Aruncarea suliței | 60,68 m     | 1967 |         |

## Distincții
- Medalia „Meritul Sportiv” clasa I (8 mai 1968) „pentru contribuția deosebită adusă la dezvoltarea mișcării de cultură fizică și sport și pentru merite deosebite în activitatea sportivă de performanță, cu prilejul împlinirii a 20 de ani de la înființarea Clubului sportiv «Dinamo»-București al Ministerului Afacerilor Interne”[11]
- Ordinul Național „Pentru Merit” în grad de ofițer (2000)[15]
- Ordinul „Meritul Sportiv” clasa I (2004)[16]